# 薬指の標本 (映画)
『薬指の標本』（原題：フランス語: L' Annulaire）は、2005年のフランス映画。小川洋子の同名小説をフランスの女性監督ディアーヌ・ベルトランが映画化した。

## 製作
原作にはないシーンや設定が付け加えられているが、原作をほぼ忠実に映画化している。主演のオルガ・キュリレンコは、本作が映画初出演である。2006年ブルックリン国際映画祭で、最優秀女優に選ばれた。
キャッチコピーは、「この靴をはいたまま、彼に封じ込められていたいんです」。

## ストーリー
21歳の少女イリスは、炭酸飲料の工場で働いていた。ある日、作業中の事故で左手の薬指の先端を切断してしまう。この事故をきっかけにイリスは仕事を辞めて、知らない町へ引っ越すことにする。ある港町にたどり着いたイリスは、そこで仕事を探し始める。イリスは森の中にひっそり建つ、3階建ての古い建物に標本作製助手の求人を見つける。ベルを鳴らすと、白衣を着た「標本士」が招き入れてくれ、助手を探していると説明する。標本士の視線と、危しい雰囲気、そして高待遇の雇用条件にイリスは戸惑うが、翌日から働くことにする。
この標本室は、以前は女子寮だった建物の一部を標本士が買い取って工房にしたもので、他の部屋には幾人かの住民もいる。ここで作られた標本は、依頼主には返さず標本室で保管される。依頼主はいつでも標本を見に来ることができるが、実際に来る者はほとんどいない。皆思い出から解放されるため、思い出の品を標本にするという。標本は「焼け跡に生えていたキノコ」など変わった物が多かった。
ある日イリスは、地下の浴室で標本士から赤い靴をプレゼントされる。標本士は自らイリスが履いている靴を脱がせ、そして赤い靴を履かせ、いつも履いていてほしいとつぶやく。これを機に、次第にイリスは彼に夢中になっていく。しばらく経つと、以前キノコの標本を依頼した少女が再び訪れた。少女は火事で家族を失っており、その焼け跡に生えていたキノコを標本にしていた。少女は次に、自分の顔面の頬に残る「火傷の痕」の標本製作を依頼する。そして標本士と少女は、誰も入ることが許されない地下室へと入っていく。
しかし、数日たっても少女は地下室から出てこない。標本士と少女のことが気になるイリスは、自分も地下室に入りたいと標本士に言うが、決して認められなかった。ついにイリスは、自分の薬指を標本にして欲しいと標本士に依頼する。そして自らの標本製作の手続きを済ませたイリスは、彼が待つ地下室へと入って行くのだった。

## キャスト
- イリス: オルガ・キュリレンコ
- 標本士: マルク・バルベ
- 船員コスタ: スタイプ・エルツェッグ
- ホテルの主人: ハンス・ジシュラー
- 223号室の婦人: エディット・スコブ
- 309号室の婦人: アンヌ・ブノワ
- 靴磨きの男: ソティギ・クヤテ
- きのこを持った少女: ドリア・アカー
- 少年: ルイ・ド・ヴィンター

## スタッフ
- 監督・脚本: ディアーヌ・ベルトラン
- 製作: ブリュノ・ベルテミ
- 原作: 小川洋子
- 音楽: ベス・ギボンズ（ポーティスヘッド）
- 撮影: アラン・デュプランティエ
- 美術: ティエリー・フランソワ
- 衣装: パスカリーヌ・シャヴァンヌ
- 編集: ナタリー・ラングラード